# Publi Fonteu
|  | Per a altres significats, vegeu «Publi Fonteu Capitó». |

Publi Fonteu (en llatí Publius Fonteius) va ser un jove romà d'una obscura família, probablement la gens Fonteia, que va ser escollit com a pare adoptiu per Publi Clodi Pulcre quan va necessitar ser adoptat per un plebeu per poder accedir al càrrec de tribú de la plebs l'any 60 aC, abandonant la gens Clàudia, que era patrícia. Tot el procedimnt va ser absurd i il·legal. Fonteu estava casat i tenia tres fills i tenia poc més de 20 anys, mentre que Clodi Pulcre en tenia 35, però finalment l'adopció es va formalitzar. El primer acte del nou pare va ser emancipar al seu fill.